# 응우옌푹미엔띠엡
응우옌푹미엔띠엡(베트남어: Nguyễn Phúc Miên Tiệp / 阮福綿寁 완복면잠, 1832년 8월 18일 ~ 1871년 12월 9일)은 응우옌 왕조의 황족이다. 민망 황제의 58번째 아들로, 생모는 첩여(婕妤) 응우옌티비엔(阮氏圓)이다.

## 생애
민망 13년 음력 7월 23일(1832년 8월 18일), 후에 황성에서 태어났다.
뜨득 5년(1852년) 음력 2월, 유천군공(베트남어: Duy Xuyên Quận Công / 濰川郡公)으로 봉해졌다.
뜨득 24년 음력 10월 27일(1871년 12월 9일), 사망하니 향년 40세였다. 시호를 혜목(惠睦)이라 하였고, 트어티엔부 흐엉투이현 끄찐총(居正總) 즈엉쑤언사(楊春社)에 장사지냈다. 흐엉짜현 쯔엉숭노이읍(長銃內邑)에 사당을 세우고 제사를 지냈다.

## 자녀
아들 5명과 딸 6명을 두었다. 후예들은 견(見) 자부(字部)를 하사받고 그에 따라 이름을 지었다.

### 아들
- 첫째 응우옌푹홍찌(阮福洪覟) - 기외후(畿外侯)를 습봉하였으나, 이후 죄를 지어 작위를 삭탈당했다.
- 둘째 응우옌푹홍데(阮福洪𧡨) - 좌국경(佐國卿)을 습봉하였다.

## 참고 문헌
- 《완복족세보(阮福族世譜)》
- 《대남식록》정편(正編) 열전(列傳) 2집(二集) 권7(卷七)